# Mastodon
Mastodon je američki hevi metal sastav formiran 2000. u Atlanti, Džordžija. Grupa je do sada izdala sedam studijskih albuma, čiji zvuk predstavlja mešavinu sirovog sladž metala i progresivnog metala sa psihodeličnim elementima. Članovi grupe su basista/vokal Troj Sanders, gitarista/vokal Brent Hajnds, gitarista Bil Keliher i bubnjar/vokal Bren Dejlor.

## Diskografija

### Studijski albumi
- (2002)
- (2004)
- (2006)
- (2009)
- (2011)
- (2014)
- (2017)
- Hushed and Grim (2021)

### Koncertni albumi
- (2011)
- Live at Brixton (2013)

### Kompilacije
- (2006)
- (2008)
- Medium Rarities (2020)

### EP
- (2001)
- (2009)
- (2010)
- (2017)

### Singlovi
- (2004)
- (2004)
- (2006)
- (2006)
- (2006)
- (2007)
- (2007)
- (2009)
- (2009)
- (2009)
- (2011)
- (2011)
- (2011)
- Dry Bone Valley (2012)
- High Road (2014)
- Chimes at Midnight (2014)
- The Motherload (2014)
- Atlanta (2015)
- Asleep in the Deep (2015)
- White Walker (2016)
- Toe to Toes (2017)
- Stairway to Nick John (2019)

## Spoljašnje veze
- - zvanična prezentacija